# Middlefield, Connecticut
Middlefield är en kommun (town) i Middlesex County i delstaten Connecticut, USA. Vid folkräkningen år 2000 bodde 4 203 personer på orten. Den har enligt United States Census Bureau en area på totalt 34,4 km² varav 1,6 km² är vatten.

## Kända personer från Middlefield
- Lyman A. Mills, politiker